# Clarias cavernicola
Clarias cavernicola és una espècie de peix de la família dels clàrids i de l'ordre dels siluriformes.

## Morfologia
Els mascles poden assolir els 16,1 cm de llargària total.

## Distribució geogràfica
Es troba a Àfrica: Namíbia.